# Linha Central do Trem Intermunicipal
A Linha Central: Ana Costa ↔ Samaritá é uma das linhas do Trem Intermunicipal.

## Histórico
Construída pela Southern San Paulo Railway com o objetivo de quebrar o monopólio da São Paulo Railway na ligação do interior ao litoral, foi inaugurada em 1913. Em 1927 foi adquirida pela Estrada de Ferro Sorocabana que concluiu seu projeto original que visava ligar as cidades de Mairinque a Santos. A estação Samaritá em São Vicente foi inaugurada em 1930. Com a estatização das ferrovias do estado de São Paulo, em 1971 passou para a administração da Fepasa. Esta a ampliou em 1980 até Boa Vista e criou o Trem Intermunicipal ligando as estações de Samaritá, em São Vicente, à estação Ana Costa, em Santos. Com a privatização das ferrovias brasileiras, a partir de 1998 esta sobre administração da América Latina Logística que em pretende suprimir o transporte de carga por este ramal em meados de 2008.

## Estações
| Sigla | Estação                     | Comentários       |
| ----- | --------------------------- | ----------------- |
| ---   | Estuário                    | Prédio abandonado |
| ---   | Ana Costa                   | Espaço cultural   |
| ---   | Itararé                     | Parada demolida.  |
| ---   | São Vicente                 | Estação demolida. |
| ---   | Vila Margarida              | Parada demolida.  |
| ---   | Quarentenário               | Parada demolida.  |
| ---   | Rio Branco (Doutor Alarico) | Parada demolida.  |
| ---   | Samaritá                    | Prédio abandonado |